# Bell Challenge 2005
Il Bell Challenge 2005 è stato un torneo di tennis giocato sul cemento indoor. È stata la 13ª edizione del Bell Challenge, che fa parte della categoria Tier III nell'ambito del WTA Tour 2005. Si è giocato al PEPS sport complex di Québec in Canada, dal 31 ottobre al 6 novembre 2005.

## Campionesse

### Singolare
Amy Frazier ha battuto in finale  Sofia Arvidsson con il punteggio di 6–1, 7–5

### Doppio
Anastasija Rodionova /  Elena Vesnina hanno battuto in finale  Līga Dekmeijere /  Ashley Harkleroad con il punteggio di 6(4)–7, 6–4, 6–2